# براک بن غریر
بّراک بن غریر، از خاندان آل حمید و شیخ قبیلهٔ بنی خالد با نام کامل براک بن غریر بن عثمان بن مسعود بن ربیعه آل حمید که در سال ۱۰۸۱ (قمری) توانست با همکاری قبیلهٔ بنی خالد نیروهای ارتش عثمانی در احساء و شرق عربستان را شکست داده و حکومت مستقلی را با نام امارت بنی‌خالد بر شرق شبه جزیره عربستان با مرکزیت شهر المبرز در احساء تأسیس کند.
پس از برانداخته شدن حکومت آل جبر در احساء توسط راشد بن مغامس شیخ قبیلهٔ المنتفق، راشد توانست مدتی کوتاه به صورت مستقل بر سرزمین احساء حکومت کند اما سرانجام از نیروهای ارتش عثمانی شکست خورده و احساء به تصرف عثمانیان در می‌آید. این امر سبب می‌شود که شیوخ آل حمید که از دیرباز در فکر تسلط بر احساء بودند به همراهی قبیلهٔ بنی خالد که به سبب همخونی دیرینه رهبری آن را به عهده داشته‌اند با حملات مکرر خود به نیروهای ارتش عثمانی موجبات ناامنی در سراسر احساء را فراهم آورند.
در طی این هجوم‌های گسترده سرانجام در سال ۱۰۸۰ (قمری) نیروهای عثمانی بر اثر شکست‌های سختی که از یکی از آن شیوخ به نام براک بن غریر آل حمید خوردند مجبور به عقب‌نشینی از احساء گشته و بدین ترتیب این سرزمین تحت تصرف شیوخ آل حمید و قبیلهٔ بنی خالد در می‌آید.
از نخستین کارهای براک بن غریر این بود که مرکز حکومت خود را به شهر المبرز در احساء منتقل کرد و به یاری ارتش خود که متشکل از افراد قبیلهٔ بزرگ بنی خالد و همپیمانان آنان بود تمامی قبائل و شیوخ منطقهٔ نفوذ خود را تحت سیطرهٔ خود درآورد و منطقهٔ نفوذ خود را تا سرزمین نجد گستراند.
همچنین از دیگر کارهای او طبق عقیدهٔ مؤرخین بنای قلعه‌ای به نام کوت بود که برای ذخیره اسلحه و آذوقه برای ارتش خود در شمال سرزمین احساء و در سرزمین کویت کنونی بود که در عهد شیخ سعدون بن محمّد آل حمید هنگام اهدای این سرزمین به آل صباح، آنان با تصغیر نام کوت نام سرزمین خود را کویت نهادند.

## جستارهای ویژه
- آل حمید